# Thain János (festő)
Thain János (Érsekújvár, 1885. szeptember 5. – Érsekújvár, 1953. november 17.) festőművész, helytörténész, népművészeti gyűjtő, múzeumalapító, középiskolai tanár.

## Élete
Érsekújvárott érettségizett, majd 1911-ben a budapesti Képzőművészeti Főiskolán rajztanári képesítést szerzett. Nyugdíjba vonulásáig az érsekújvári gimnázium tanára volt. Az Érsekújvári Városi Múzeum egyik megalapítója és 1935-től a második világháború végéig igazgatója. A város bombázásában a múzeum is hatalmas károkat szenvedett. 
Érsekújvár és szűkebb környékének népművészetét dokumentálta. Rajzaiból csak jóval halála után jelent meg kiadvány.

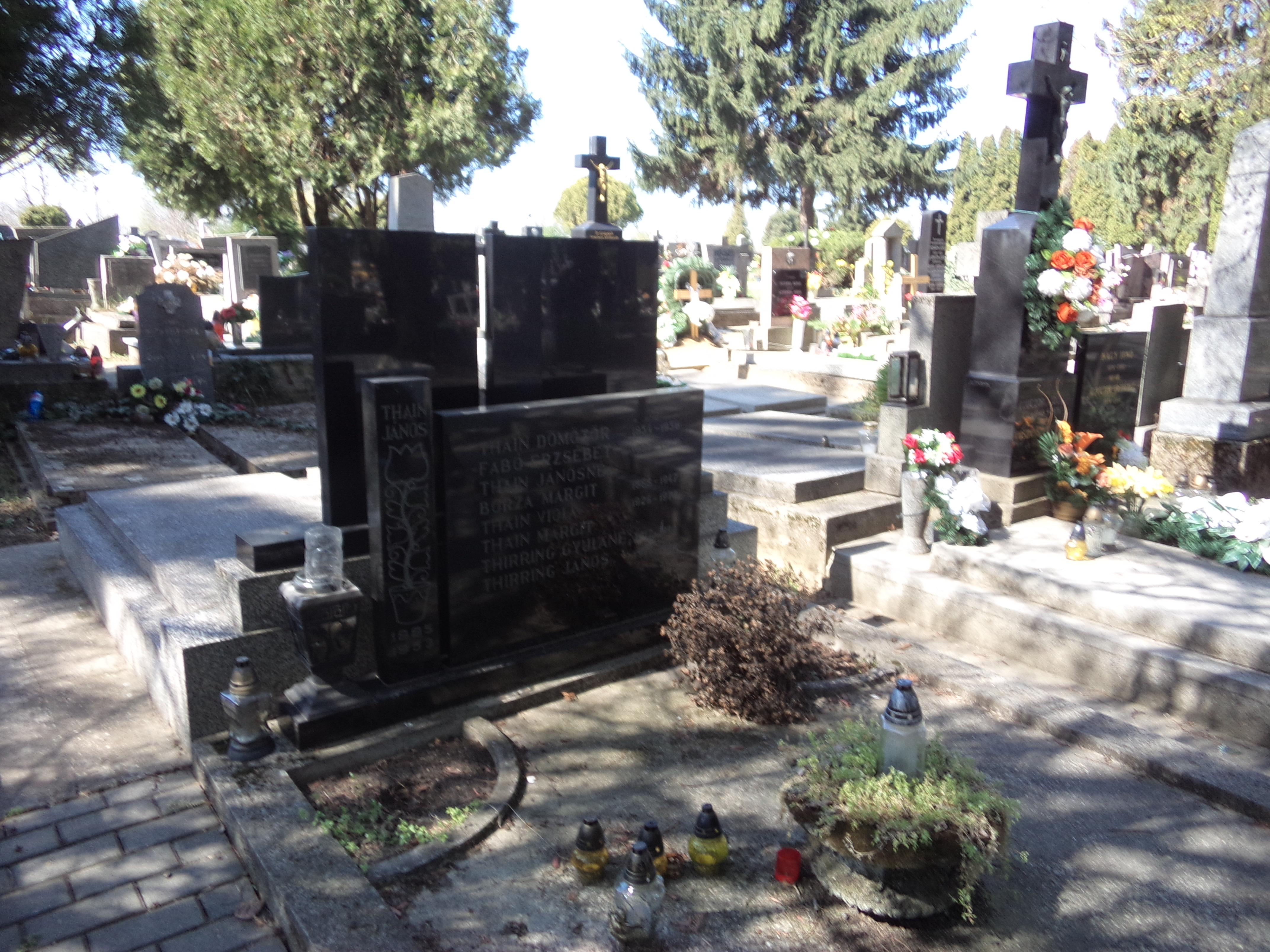
Sírja Érsekújvárott

## Emlékezete
- Az érsekújvári városi múzeum 2005 óta viseli nevét.[4]
- A múzeum falán 2002-ben emléktáblát avattak.[5]

## Művei
- Érsekujvári népművészet
- Érsekújvár műemlékei (1932)
- A paraszti ötvösművészet. Forum Művészeti Folyóirat, 1936. VI/4.
- 1939 Érsekujvári ötvösök. In: Kincses Kalendáriom.
- Thain János–Tichy Kálmán: Kisalföldi és gömöri népi építészet; sajtó alá rend., tan. Liszka József; Néprajzi Múzeum, Bp., 1991 (Series historica ethnographiae)